# Zemský okres Vogelsberg
Zemský okres Vogelsberg (německy Vogelsbergkreis) je zemský okres v německé spolkové zemi Hesensko, ve vládním obvodu Gießen. Sídlem správy zemského okresu je město Lauterbach. Má  obyvatel. 

## Města a obce
| Města: 1. Alsfeld 2. Grebenau 3. Herbstein 4. Homberg (Ohm) 5. Kirtorf 6. Lautertal (Vogelsberg) 7. Romrod 8. Schlitz 9. Schotten 10. Ulrichstein | Obce: 1. Antrifttal 2. Feldatal 3. Freiensteinau 4. Gemünden (Felda) 5. Grebenhain 6. Lauterbach 7. Mücke 8. Schwalmtal 9. Wartenberg |